# Omolabus tricolor
Omolabus tricolor is een keversoort uit de familie bladrolkevers (Attelabidae). De wetenschappelijke naam van de soort werd in 1874 gepubliceerd door Theodor Franz Wilhelm Kirsch.